# 194 mm/45 Model 1887
194 mm/45 Model 1887 – 194 mm морско, скорострелно, оръдие, междинен калибър, разработено и произвеждано във Франция. Състояло на въоръжение във ВМС на Франция. С тях са въоръжени броненосния крайцер „Дюпюи дьо Лом“ и четирите крайцери от типа „Амирал Шарне“.

## Конструкция
Оръдията са произвеждани чрез срепяване (усилване) на относително тънкостенната вътрешна тръба по цялото протежение със скрепващи цилиндри. Затвора е бутален със секторна нарезка. Оръдията са поставяни на крайцерите в еднооръдейни кули с неголям размер. Стремежа към малки размери и тегло водят до това, че кулите не са добре балансирани. Това, от своя страна, налага въвеждането на специален лафет с хидравлично задвижване за вертикалната наводка. Степента на механизацията е незначителна, болшинството операции, включително и зареждането, са ръчни. Въпреки това, кулите и оръдията показват в хода на експлоатацията им висока степен на надеждност. Крайцера „Латуш-Тревил“ получава балансирани кули и за първи път във френския флот е снабден с електрически привод вместо хидравличните дотогава.